# Jan Bultheel
Jan Bultheel, né le 8 février 1959 à Furnes (province de Flandre-Occidentale), est un réalisateur de films d'animation, producteur de cinéma et auteur de bande dessinée belge néerlandophone.

## Biographie
Jan Bultheel naît le 8 février 1959 à Furnes,,. Il étudie le film d'animation à l'Académie royale des beaux-arts de Gand (KASK) où il a Raoul Servais comme professeur.
Il travaille dans l'animation depuis le début des années 1980, sous des formes variées : clips vidéo, publicité et séries télévisées dont Tarmac Micmac pour TF1 en 2013. En 1996, il sort deux courts métrages d'animation : Flamma Flamma et Diana. Il est le fondateur de la société Tondo Films afin de produire Cafard, son premier long métrage pour lequel il est tout à la fois réalisateur, monteur et scénariste ainsi qu'il dirige également l’équipe d’animateurs, supervise le doublage et imagine le style graphique du film. Il collabore également à l'émission de télévision Strip-tease diffusée sur la RTBF.
En 2015, il livre le « révolutionnaire » Cafard. Ce film contant le périple de la première unité de blindés belges durant la Première Guerre mondiale, est réalisé selon un principe novateur. Tous le film avait été tourné avec des comédiens en capture de mouvement, les décors étant ensuite ajoutés et les comédiens "recouverts" de leur avatar animé. Mais au lieu de recourir à l'image de synthèse en 3D, comme le personnage de Gollum dans Le Seigneur des anneaux de Peter Jackson, il opte pour un rendu évoquant la peinture moderne : des aplats de couleurs expressionnistes.
Ce film, met en scène le lutteur belge Jean Mordant qui est sacré champion du monde à Buenos Aires en 1914 pendant que sa fille est violée et battue par des soldats allemands à Ostende, sa ville natale. Désireux de se venger, Jean s'engage dans le bataillon belge ACM avec son entraîneur et son neveu. Ils étaient loin de se douter de parcourir le monde pendant 4 longues années.
Il présente au forum des coproductions de films d’animation Cartoon Movie — où il est nommé dans la catégorie du réalisateur européen de l'année en 2016 — le trailer de son nouveau projet : Canaan. Il s'agit à nouveau d'un périple inspiré de faits réels et dont le point de départ se situe en Belgique qui conte l'odyssée de Rosa, une jeune fille brugeoise qui entre dans les ordres vers 1840 et va partir pour le Nouveau Monde en quête de rédemption. Le convoi qui l'emmène sur la piste de l'Oregon va être secouru par des Indiens Lakotas, ce qui permet à la jeune Belge de découvrir une autre culture et vivre une nouvelle vie. Selon Jan Bultheel : « un western où les Indiens gagnent. »
Jan Bultheel va utiliser la même technique. Il s'inspire cette fois du style naturaliste des peintres pré-impressionistes. Il a déjà commencé à diriger certaines scènes avec les comédiens flamands et, au Canada, avec d'authentiques Indiens Lakotas. L'authenticité des émotions et des sentiments transparait dans le rendu final. Cette technique a le mérite de lui offrir une grande souplesse de travail. Elle lui permet de réaliser un film d'animation tout en dirigeant des acteurs, comme sur une scène de théâtre. Il peut travailler de même avec une équipe réduite pour un budget d'un peu plus de trois millions d'euros.
En terme d'influences, il s’inspire grandement de ses peintres préférés de l'époque romantique : l'Espagnol Joaquín Sorolla et l'Américain John Singer Sargent.

### En bande dessinée
En collaboration avec Amira Daoudi et Seppe Van den Berghe,  il réalise l'adaptation en bande dessinée de Cafard, le roman graphique éponyme est publié aux éditions Lannoo en 2015,.
En 2022, il sort en néerlandais Zicht op zee [Vue sur mer], un ouvrage qui retrace la vie fictive de Louis Artan peintre de marine belge du XIXe siècle publié aux éditions Werken/Œuvres.
En 2024, il publie en français son troisième roman graphique intitulé Notre James : Les femmes d'Ensor dont la postface est écrite par l'essayiste belge Eric Min publié aux Éditions Racine. Cet ouvrage tourne autour du peintre controversé James Ensor raconté par les femmes qui l’entouraient.

### Autres activités
En outre, il s'exprime également par la peinture.

## Œuvres

### Filmographie
- 1996 : Moby Dick[23], régisseur, court métrage 8 min 0 s
- 1996 : 
  - Flamma Flamma[6], court métrage ;
  - Diana[7], court métrage comme réalisateur et scénariste ;
- 2015 : Cafard[24],[25],[26],[27],[28] comme réalisateur et scénariste.

### Série télévisée
- 2013 : Tarmac Micmac[5], 26 épisodes.

### Publications

#### Romans graphiques en français
- Cafard[19], Lannoo, Tielt, 2 octobre 2015
Scénario, dessin et couleurs : Jan Bultheel -  (ISBN 9789401430920),Maquette : Seppe Van Den Berghe, Amira Daoudi, traduction : Lucie Testelmans.
- Notre James : Les femmes d'Ensor[21], Éditions Racine, Bruxelles, 24 janvier 2024
Scénario, dessin et couleurs : Jan Bultheel -  (ISBN 9782390252566),Postface : Eric Min.

## Prix et récompenses

### Nominations en 2016 pourCafard
- Magritte du meilleur film flamand[29] ;
- Ensor du meilleur scénario au Festival du film d'Ostende[29] ;
- Gold Aries Award Meilleur film d'animation au Festival international du film de Macao (en)[29].

### Lauréat en 2016 pourCafard
- Grand Prix du meilleur long métrage d'animation décerné lors de la 19e édition du Festival du film d'animation de Hollande (nl) à Utrecht[30].

#### Livres
: document utilisé comme source pour la rédaction de cet article.
- Philippe Mellot, Michel Denni, Laurent Turpin et Isabelle Morzadec, Trésors de la bande dessinée : BDM 2023-2024 - Catalogue encyclopédique et Argus, Paris, Les Arènes, novembre 2022, 1677 p., ill. ; 23 cm (ISBN 9791037507280, OCLC 1351462460, présentation en ligne), p. 224. .

#### Périodiques
- Jan Bultheel (interviewé par Cécile Mury), « Animation : le “Cafard” ultrastylé de Jan Bultheel », Télérama,‎ 9 décembre 2015 (lire en ligne, consulté le 5 février 2024).

#### Articles
- St. D., « L'odyssée des autos-canons portée à l'écran: "Cafard" projeté à Mons », L'Avenir,‎ 21 septembre 2015 (lire en ligne, consulté le 5 février 2024).
- « L'interview de Jan Bultheel, pour le film d'animation "Cafard" », RTBF,‎ 23 septembre 2015 (lire en ligne, consulté le 5 février 2024).
- (nl) « Jan Bultheel en Grid Animation genomineerd voor Cartoon Movie Tributes », sur vaf.be, 22 février 2016 (consulté le 5 février 2024).

### Émissions de radio
- Voyage en Russie, avec Jan Bultheel et Jean-Pierre Milovanoff La Grande Table sur France Culture (29 min 40 s), 11 décembre 2015.